# Franz Xaver Eckert
Franz Xaver Eckert (1815 - 1882), a fost un teolog și scriitor de limbă germană 
De fapt, Eckert nu a fost scriitor de profesie, ci profesor de latină, greacă și franceză și teolog, care a părăsit biserica romano-catolică în anul 1866, după ce fusese preot catolic în Freiburg im Breisgau.
În lucrarea sa Meine Reise nach Ungarn im Jahre 1857 (Călătoria mea în Ungaria în anul 1857) descrie, între altele și conacul din localitatea Comloșu Mare: “Este aici un castel nobiliar, al cărui moșier se numește Naco, dar care de mulți ani este mereu absent. Parcul castelului este foarte mare și îmbină utilul cu plăcutul. Clădirea cea mai mare este hambarul moșierului, cu trei nivele și o lungime de 100 de picioare”.
Lucrarea este, în fapt, un jurnal ținut de Franz Xaver Eckert în cursul primei sale călătorii în Banat, începută la 4 iulie 1857, cu scopul de a-și vizita fratele, un măcelar stabilit în localitatea bănțeană Comloșu Mare. Din jurnal se desprind informații inedite legate de situația dintr-o localitate tipic bănățeană, de relațiile interetnice, de viata religioasă și culturală. În 1985, în revista Neue Literatur din București a apărut o variantă cenzurată a textului.
Franz Xaver Eckert se încumetase să pornească la drum deoarece în acel an se inaugurase linia de cale ferată Budapesta - Szegedin, dar porțiunea Szeged - Timișoara încă nu era funcțională, pentru că nobilul Ioan Nako nu fusese de acord ca drumul de fier să străbată domeniul său din preajma Comloșului, astfel că acesta a urmat un traseu ocolitor prin Jimbolia. De aceea, ultima parte a voiajului s-a dovedit dificilă pentru Franz Xaver Eckert, care începuse călătoria în Offenburg. În Szeged a tocmit o căruță, cu care a mers, mai tot timpul în galop, pe drumuri lăturalnice, până a ajuns în Comloș.

## Scrieri
- Meine Reise nach Ungarn im Jahre 1857 ediat de Hans Diplich, editura: Verlag des Süostdeutschen Kulturwerks, München, 1971 [5]
- Jurnalul lui Franz Xaver Eckert, Editura Mirton, Timișoara, 2003.